# Río Linares (vattendrag i Spanien, La Rioja)
Río Linares är ett vattendrag i Spanien.   Det ligger i provinsen Provincia de La Rioja och regionen La Rioja, i den nordöstra delen av landet, 230 km nordost om huvudstaden Madrid.